# Wake It Up
«Wake It Up» — перший сингл з одинадцятого студійного альбому американського репера E-40 The Ball Street Journal. У записі окремку взяв участь Akon, який використовує в пісні автотюн. Продюсер запису: Метт Прайс.

## Відеокліп
На композицію існує кліп, виданий на iTunes. Його також показали в шоу 106 & Park на телеканалі BET.

## Чартові позиції
| Чарт (2008)                                 | Найвища позиція |
| ------------------------------------------- | --------------- |
| US Billboard Bubbling Under Hot 100 Singles | 17              |
| US Billboard Hot R&B/Hip-Hop Songs          | 87              |
| US Billboard Pop 100                        | 78              |
| UK Singles Chart                            | 97              |